# Boeing CST-100 Starliner
Pour les articles homonymes, voir Starliner.

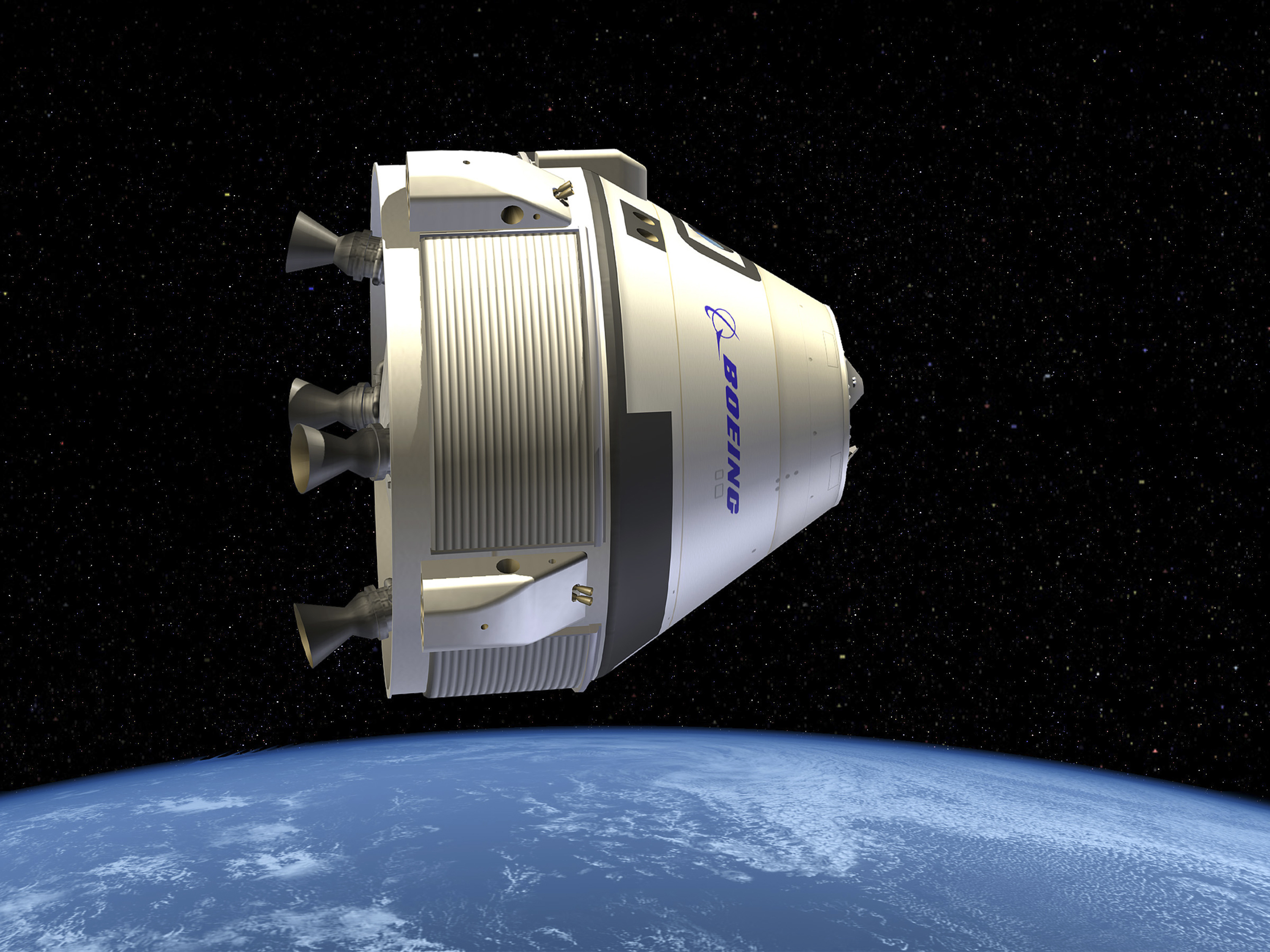
Une vue d'artiste du CST-100 Starliner en orbite.

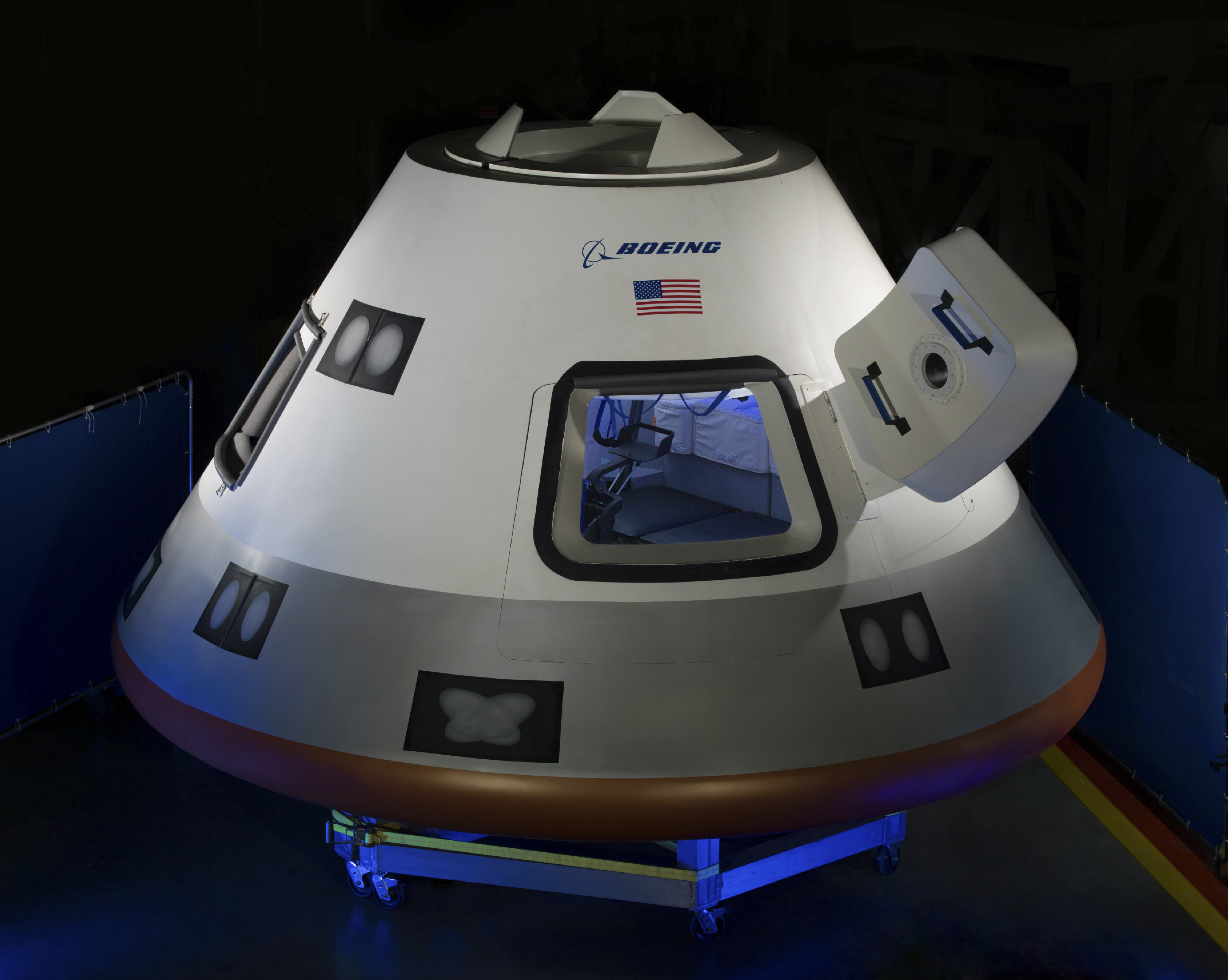
Une maquette du CST-100 Starliner.

Le Boeing CST-100 Starliner (CST-100 est l'abréviation de Crew Space Transportation 100, c'est-à-dire en français : « Transport spatial d'équipage 100 ») est un véhicule spatial développé par la société Boeing pour le compte de l'agence spatiale américaine, la NASA, pour effectuer la relève des équipages de la Station spatiale internationale. Le véhicule est capable de transporter un équipage de sept astronautes en orbite terrestre basse. CST-100 Starliner est l'un des deux véhicules développés en réponse à l'appel d'offres du programme Commercial Crew Development (CCDeV) lancé en 2010 ; celui-ci a pour objectif de reprendre les missions assurées provisoirement par les véhicules russes Soyouz à la suite du retrait de la navette spatiale américaine en 2011.
CST-100 Starliner est un véhicule aux caractéristiques externes proches de celles du module de commande et de service Apollo, qui peut transporter jusqu'à sept astronautes. Outre le CST-100 Starliner, la NASA sélectionne également le Crew Dragon de SpaceX pour jouer un rôle similaire. Comme ce dernier et contrairement aux générations précédentes des véhicules spatiaux (Soyouz, Apollo et Shenzhou), le dispositif de sauvetage utilisé en cas d'anomalie au lancement est constitué de moteurs-fusées intégrés qui écartent la capsule du lanceur en la poussant. Il se différencie du Crew Dragon principalement par la présence d'un module de service distinct du module d'équipage qui est largué avant la rentrée atmosphérique (dans le Crew Dragon, ces équipements sont intégrés au module d'équipage) et par l'absence de module d'emport de charge utile externe qui permet au Crew Dragon de reprendre les fonctions du cargo spatial SpaceX Dragon vers 2020. Le CST-100 Starliner, contrairement au Crew Dragon, se pose sur la terre ferme et le choc est amorti par des coussins gonflables. Le véhicule est conçu pour être réutilisé.
Un premier vol de qualification sans équipage est effectué le 20 décembre 2019 à 11 h 36 min 43 s TU vers la Station spatiale internationale. Il échoue à se mettre sur la bonne orbite, à la suite de la défaillance de l'ordinateur de bord. Il est suivi d'un second essai, réussi, le 19 mai 2022. Un essai avec équipage est annoncé pour février 2023 avant la mise en service opérationnelle du véhicule. Il est reporté à la suite de divers problèmes techniques touchant le vaisseau. Le lancement a finalement lieu le 5 juin 2024.

## Contexte

### Le retrait de la navette spatiale américaine et les difficultés du développement du véhicule Orion
Après le retrait de la navette spatiale américaine, effectif depuis juillet 2011, la NASA ne dispose plus de moyens de transport pour amener ses astronautes à la Station spatiale internationale. Elle doit recourir aux Soyouz russes. Lorsque la décision de retirer la navette spatiale est prise en 2004, la NASA prévoit que le véhicule spatial Orion, développé dans le cadre du programme Constellation, la remplace pour assurer le transport des astronautes. Le développement du véhicule Orion est complexe car celui-ci doit être utilisé à la fois pour desservir l'orbite terrestre basse et pour emporter son équipage jusqu'à la Lune et éventuellement au-delà. Chaque mission de ce véhicule est également très coûteuse, car il est conçu pour l'espace lointain.

### Appel à l'industrie privée: l'appel d'offres CCDeV
Les retards accumulés par ce projet décident la NASA à solliciter le développement par l'industrie privée de véhicules chargés exclusivement du transport en orbite terrestre basse des astronautes. Le programme Commercial Orbital Transportation Services (COTS), mis sur pied en 2006, vise à confier à des candidats choisis à la fois pour le transport de fret et celui des astronautes (option D). Les deux candidats sélectionnés pour le programme COTS se sont concentrés sur le développement du véhicule cargo qui constitue le besoin prioritaire. La NASA lance le programme Commercial Crew Development ou CCDev (en français : « Développement commercial pour équipage ») pour sélectionner de nouvelles entreprises susceptibles de travailler immédiatement sur le transport d'astronautes. CCDev inaugure comme le programme COTS une nouvelle façon de travailler de la NASA avec les industriels chargés de développer les véhicules spatiaux.

## Le cahier des charges de l'appel d'offres CCDev
Pour répondre au cahier des charges du programme, les sociétés participant à l'appel d'offres doivent fournir à la fois un lanceur et un véhicule spatial remplissant les conditions suivantes :
- Pouvoir transporter deux fois par an un équipage de quatre personnes et leurs équipements jusqu'à la Station spatiale internationale et ramener sur Terre un effectif équivalent.
- Le véhicule développé doit permettre de sauvegarder l'équipage dans le cas d'un événement anormal se produisant sur l'aire de lancement ou durant la phase de vol propulsée.
- Le véhicule doit pouvoir servir de refuge dans l'espace durant 24 heures, s'il se produit un événement grave (l'agence spatiale évoque le cas d'une fuite sur la Station spatiale internationale qui ne peut être réparée immédiatement).
- Le véhicule doit pouvoir rester amarré à la Station spatiale internationale durant au moins 210 jours (correspond au temps de séjour normal d'un équipage avec une marge de quelques dizaines de jours).

La NASA encourage les participants à faire preuve de créativité. Aucune solution technique n'est écartée (navette spatiale, véhicule classique de type Apollo). Le partage des tâches entre l'agence spatiale et les fournisseurs est très différent du mode de fonctionnement antérieur du programme spatial habité : contrairement à celui-ci, les industriels restent propriétaires des véhicules et réalisent eux-mêmes les opérations de lancement et leur mise en œuvre. Les constructeurs peuvent également commercialiser leur offre auprès d'autres utilisateurs que l'agence spatiale américaine (NASA).

## Sélection
Le CST-100 proposé par la société Boeing (CST de l'acronyme en anglais : Crew Space Transportation, et le chiffre 100 représente l'altitude de 100 km qui constitue de manière conventionnelle le début de l'espace (ligne de Kármán),) est un des trois véhicules spatiaux retenus par la NASA dans le cadre de l'appel d'offres CCDev. Le véhicule CST-100 est dès le départ conçu pour également desservir des stations spatiales privées comme les projets Sundancer et Bigelow Commercial Space Station de Bigelow Aerospace. La conception s'appuie sur l'expérience de Boeing avec les programmes de la NASA, le programme Apollo, la navette spatiale et la Station spatiale internationale ainsi que le projet Orbital Express parrainé par le département de la défense (DoD).
Jusqu'en 2014, le programme est ralenti par les réticences budgétaires du Congrès américain envers ce programme et son sous-financement chronique : la NASA se retrouve dans l'impossibilité d'allouer les sommes prévues au projet. En conséquence, la date du premier vol est repoussée de deux ans en 2013, passant de 2015 à 2017.
Le projet de Boeing franchit en 2014 les trois premières étapes du processus de sélection de l'agence spatiale américaine qui lui a octroyé successivement 18 millions de dollars américains pour les études préliminaires, 92,3 millions de dollars dans le cadre de la phase 2 en avril 2011 et 460 millions de dollars en août 2012 pour la phase CCiCap (en anglais : Commercial Crew Integrated Capability).
La sélection finale a lieu le 16 septembre 2014. Le véhicule CST-100 de Boeing est retenu avec le Crew Dragon de SpaceX. La NASA alloue 4,2 milliards de dollars à Boeing pour le développement et la certification du véhicule spatial tandis que SpaceX, qui propose une version dérivée de son cargo spatial SpaceX Dragon, reçoit 2,6 milliards de dollars. Selon les termes de ce contrat, les deux constructeurs doivent réaliser au minimum deux vols de qualification, ce nombre pouvant être portés à 6. Dans le cadre de l'accord passé avec la NASA, Boeing peut vendre des places à des touristes spatiaux à un prix permettant de concurrencer l'offre analogue de l'agence spatiale russe Roscosmos.
Le CST-100 est assemblé au centre spatial Kennedy en Floride dans un ancien bâtiment utilisé pour l'entretien de la navette spatiale américaine, l'Orbiter Processing Facility 3 (OPF 3). Cet établissement doit permettre la création de 550 emplois.
| Caractéristique                             | CST-100                                  | Crew Dragon                                                                     | Dream Chaser                                       | Soyouz TMA M/MS                                    |
| ------------------------------------------- | ---------------------------------------- | ------------------------------------------------------------------------------- | -------------------------------------------------- | -------------------------------------------------- |
| Constructeur                                | Boeing                                   | SpaceX                                                                          | Sierra Nevada                                      | RKK Energuia                                       |
| Type véhicule de rentrée                    | capsule classique                        | capsule classique                                                               | Corps portant                                      | Capsule classique                                  |
| Masse                                       | 10 tonnes                                | 7,5–10 t.                                                                       | 11,3 t.                                            | 7,15 t.                                            |
| Diamètre externe                            | 4,56 mètres                              | 3,6 m                                                                           | 7 m                                                | 2,72 m (module descente 2,2 m)                     |
| Longueur                                    | 5,03 m                                   | 7,2 m                                                                           | 9 m                                                | 7,48 m                                             |
| Volume pressurisé                           | 12,5 m3                                  | 11 m3                                                                           | 16 m3                                              | 4 + 6,5 m3                                         |
| Source énergie                              | Accumulateurs                            | Panneaux solaires                                                               | Accumulateurs                                      | Panneaux solaires                                  |
| Système d'éjection                          | Propulseurs intégrés                     | Propulseurs intégrés                                                            | ?                                                  | Tour de sauvetage                                  |
| Autonomie en vol libre                      | 60 h                                     | ?                                                                               | ?                                                  | 4 jours                                            |
| Méthode d'atterrissage                      | Parachutes + coussins gonflables (Terre) | Parachutes                                                                      | Vol plané                                          | Parachutes + propulsion pour la vitesse résiduelle |
| Site d'atterrissage                         | Terre ou Mer                             | Mer                                                                             | Piste d'atterrissage                               | Terre                                              |
| Lanceur                                     | Atlas V                                  | Falcon 9                                                                        | Atlas V                                            | Soyouz                                             |
| Réutilisable pour l'utilisation par la NASA | Non                                      | Oui                                                                             | Oui                                                | Non                                                |
| Autre caractéristique                       |                                          | Parachutes de secours en cas de défaillance du système d'atterrissage propulsif | À l'atterrissage, déport possible jusqu'à 1 500 km | Partie pressurisée subdivisée en deux modules      |

## Développement du CST-100

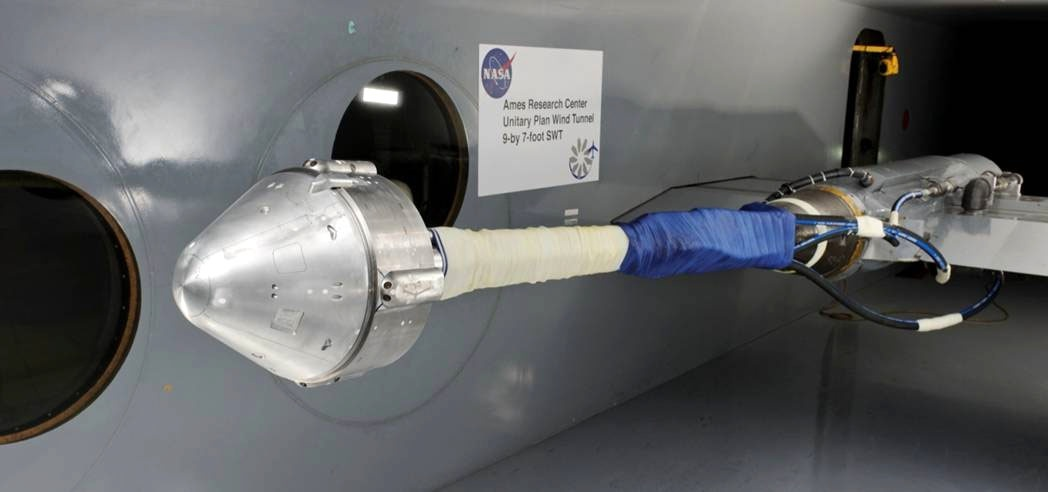
Une maquette de CST-100 Starliner au cours d'un test en soufflerie.

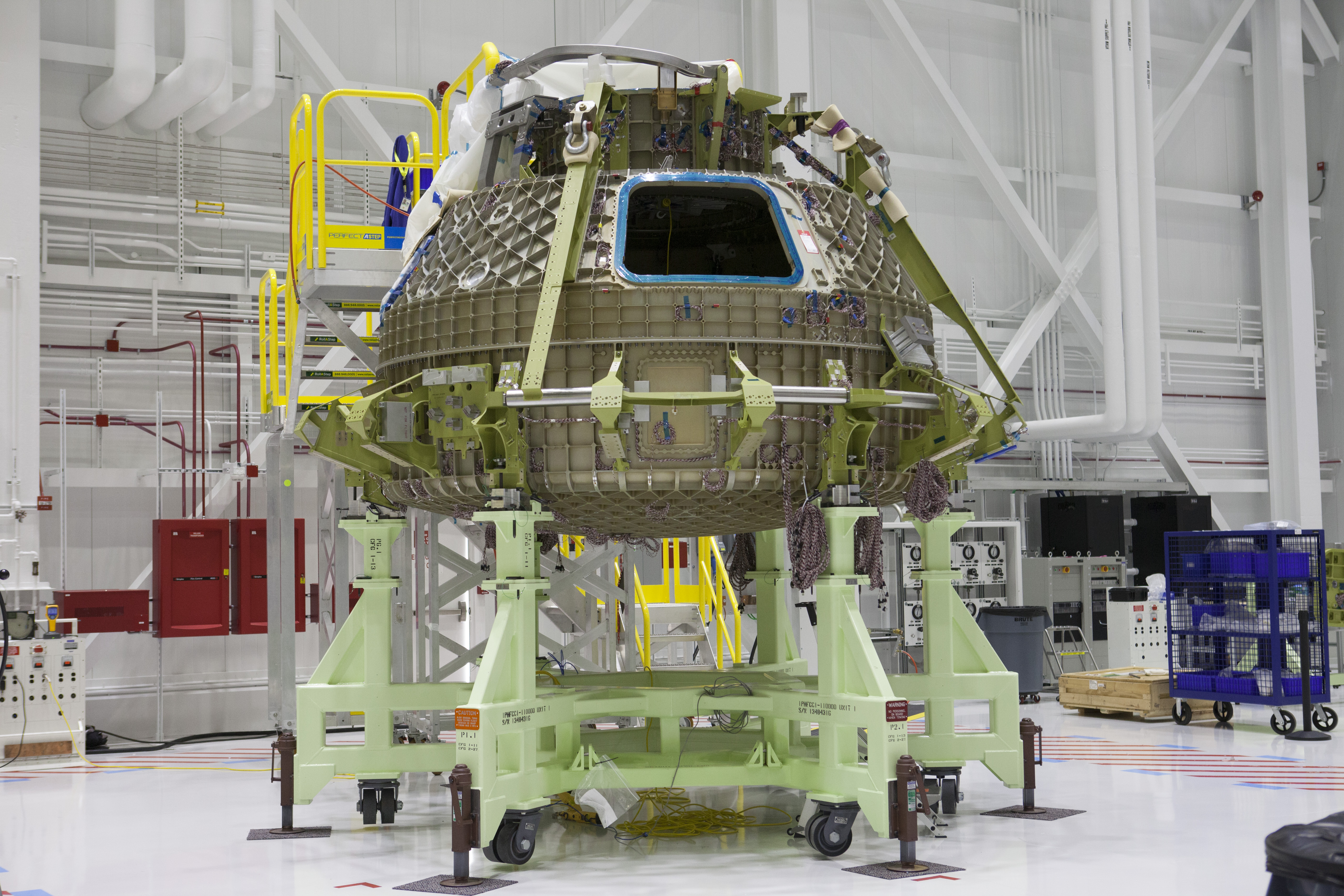
La partie pressurisée d'un exemplaire du CST-100 Starliner sans son revêtement externe utilisé pour les tests structurels en 2016.

Avant même la sélection définitive de 2014, Boeing avec Bigelow Aerospace, essaie avec succès en 2011 dans le désert des Mojaves (Californie du Sud) les six coussins gonflables qui amortissent la vitesse d'arrivée du CST-100. Pour réaliser ces expériences, une maquette du véhicule est larguée depuis une grue et frappe le sol aux vitesses d'arrivée horizontale et verticale maximales prévues. En avril 2012, le déploiement des parachutes est essayé en larguant une maquette du véhicule à une altitude de 3 400 mètres au-dessus du désert du Nevada. En septembre 2015, Boeing annonce que le CST-100 est désormais désigné sous l'appellation CST-100 Starliner dans la lignée d'avions célèbres conçus par la société : les Boeing 307 Stratoliner et Boeing 787 Dreamliner.
En mai 2016, Boeing annonce qu'il doit repousser le premier vol avec équipage, initialement prévu en octobre 2017 (vol d'essai sans équipage pour juin 2017), au début 2018 pour régler plusieurs problèmes rencontrés durant le développement du véhicule spatial. La masse de celui-ci s'est accrue dans des proportions trop importantes. Le problème le plus grave est détecté durant des essais en soufflerie. Ceux-ci démontrent que le véhicule exerce une charge trop importante sur le deuxième étage Centaur du lanceur Atlas V durant sa première phase de vol du fait de l'absence de coiffe. La solution mise au point par le constructeur consiste à ajouter une jupe à la partie arrière du véhicule, qui accroît le diamètre du module de service et améliore les caractéristiques aérodynamiques de l'ensemble formé par le véhicule et par son lanceur. Cette jupe métallique est larguée à haute altitude pour améliorer les performances. Elle est perforée pour réduire les surpressions lorsque le système de sauvetage est déclenché. Par ailleurs, Boeing doit prendre en compte de nouvelles exigences de la NASA qui touchent au logiciel embarqué,. En novembre 2016, Boeing annonce un deuxième report des lancements. Désormais, le premier lancement est programmé au plus tôt pour décembre 2018. Ce nouveau retard est lié à des problèmes rencontrés dans la chaîne d'approvisionnement ainsi qu'à d'autres facteurs.
En 2015, la NASA désigne quatre astronautes qui sont délégués auprès des constructeurs Boeing et SpaceX pour contribuer à la mise au point du matériel et des systèmes en utilisant leur expérience. Ce sont Bob Behnken, Eric Boe, Douglas Hurley et Sunita Williams. La même année, le premier des deux adaptateurs International Docking Adapter (IDA) est installé lors d'une sortie extravéhiculaire sur l'un des modules de la Station spatiale internationale pour permettre l'amarrage des nouveaux véhicules car ceux-ci inaugurent un nouveau système d'amarrage, le NASA Docking System (NDS).

### Un report des vols coûteux pour la NASA
La conjugaison des restrictions budgétaires touchant le programme commercial de la NASA et des difficultés rencontrées par les deux constructeurs (SpaceX et Boeing) dans la mise au point du CST-100 Starliner comme du Crew Dragon reportent leurs entrées en phase opérationnelle. Les premiers vols opérationnels prévus initialement en 2017 sont finalement repoussés au deuxième semestre 2019. En août 2015, la NASA est contrainte d'acheter pour la relève de ses astronautes, six places à bord de véhicules Soyouz utilisables en 2018. Celles-ci lui sont facturées 490 millions de dollars américains par l'agence spatiale russe Roscosmos (81,7 millions de dollars par place, y compris l'entrainement). En février 2017, la NASA achète de nouveau cinq places supplémentaires pour un coût unitaire de 74,7 millions de dollars. Enfin, elle envisage en février 2019 d'acquérir deux autres places pour garantir la continuité entre la dernière mission Soyouz véhiculant des astronautes non russes (mission Soyouz MS-13 programmée en juillet 2019) et les premiers vols opérationnels des deux nouveaux véhicules américains.

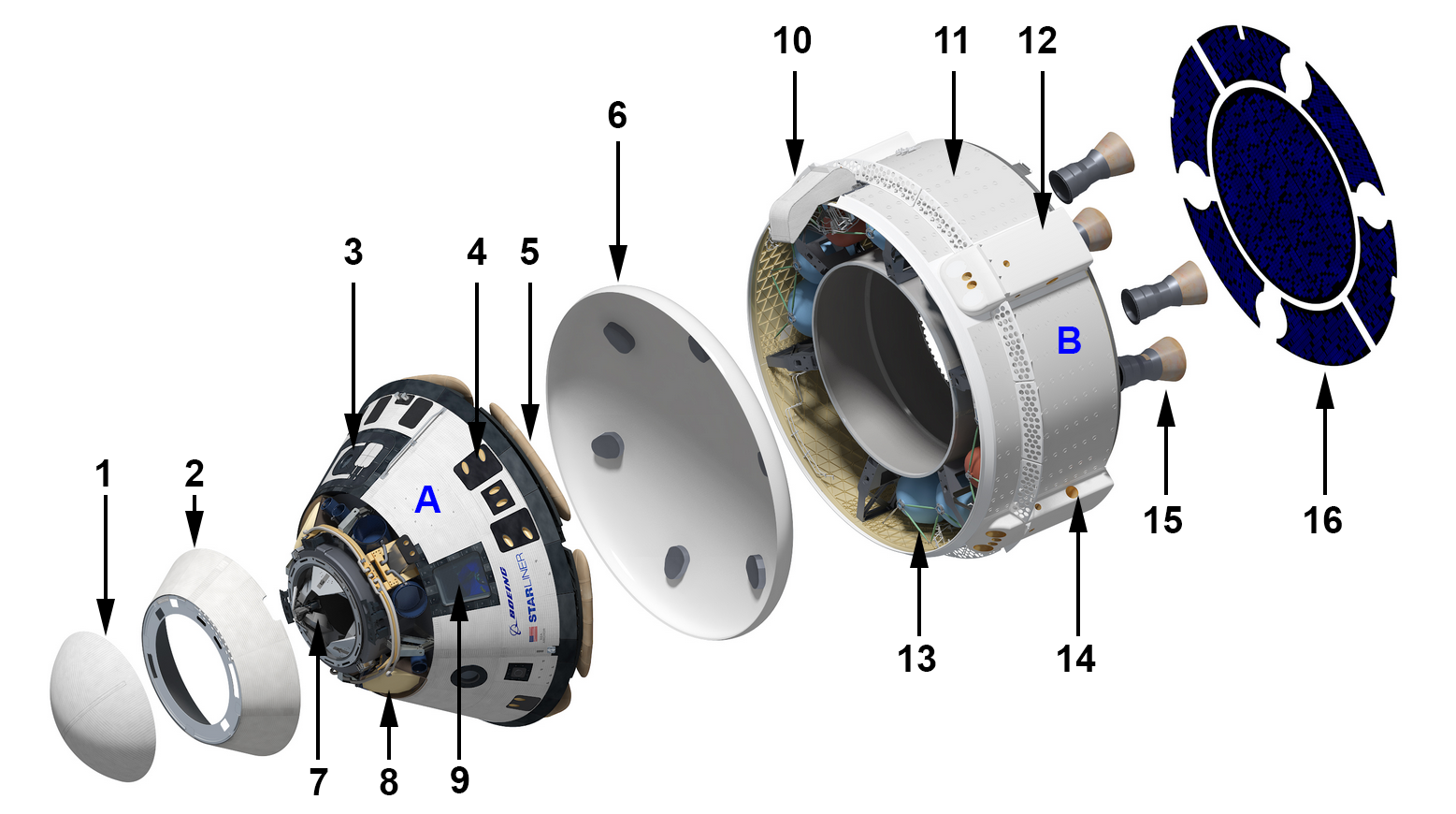
Le schéma du CST-100 Starliner : A - Module pressurisé de l'équipage - 1 Cône amovible protégeant le système d'amarrage à la Station spatiale internationale - 2 Capot éjectable du compartiment des parachutes - 3 Écoutille - 4 Propulseurs de contrôle d'attitude (x 25) - 5 Coussins gonflables (x 6) - 6 Bouclier thermique - 7 Système d'amarrage - 8 Parachutes (x 3) - 9 Hublot (x 3) - B - Module de service - 10 Cache des câbles et tuyaux reliant le module d'équipage avec le module de service - 11 Radiateurs (x 4) - 12 Cache protégeant les moteurs-fusées d'éjection secondaire utilisés également pour les manœuvres orbitales (4 x 5) - 13 Réservoirs d'ergols - 14 Moteur-fusée contrôlant le roulis (4 x 1) - 15 Moteurs-fusées principaux du système d'éjection (x 4) - 16 Panneaux solaires.

## Caractéristiques techniques

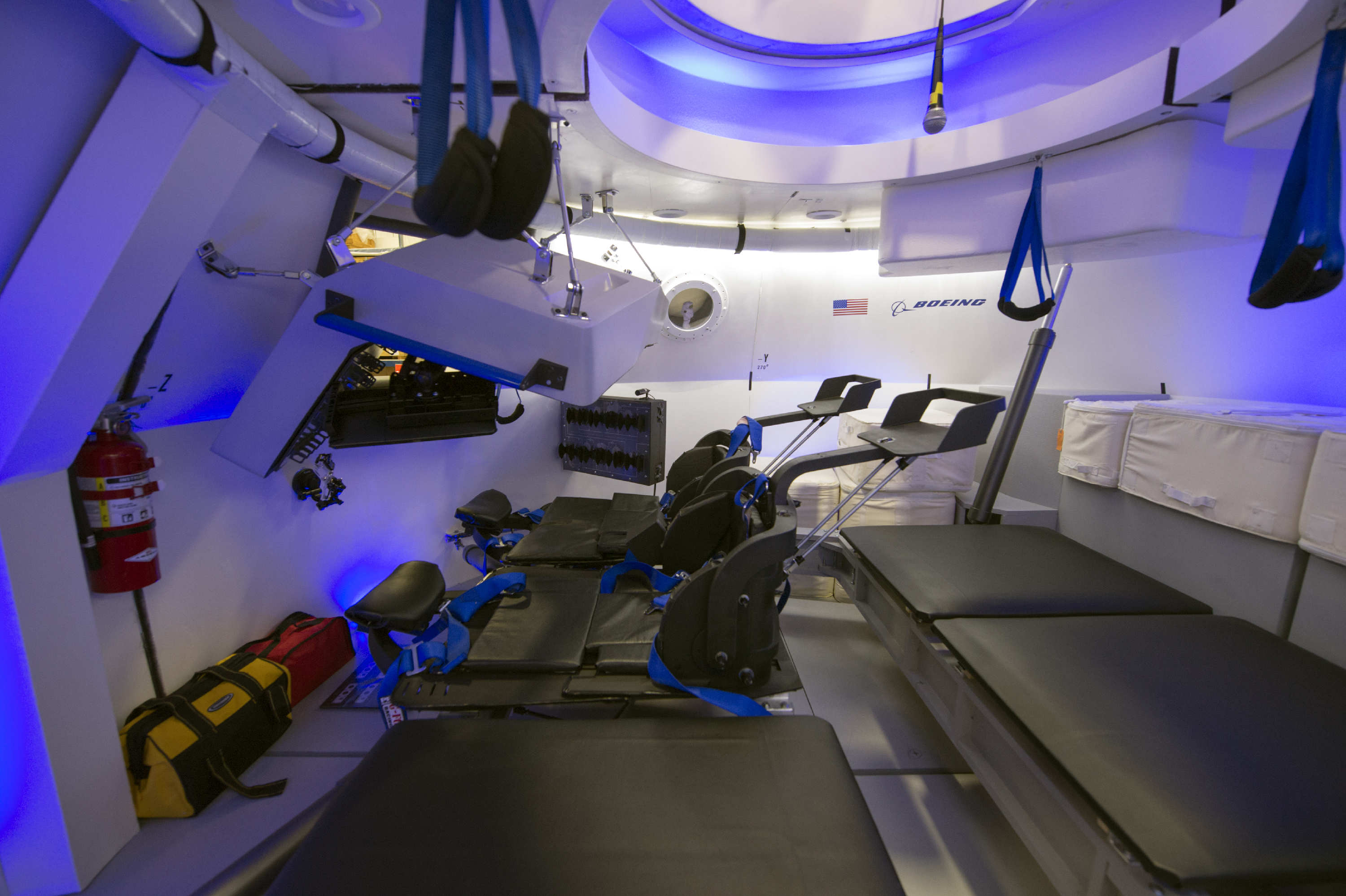
L'intérieur du module pressurisé.

### Architecture
Le CST-100 Starliner présente une certaine ressemblance avec le véhicule Orion, développé par Lockheed Martin dans le cadre du programme Constellation de la NASA dont il reprend les dimensions extérieures. Mais comme il n'a pas besoin d'assurer les missions interplanétaires de celui-ci, il dispose d'un espace accru qui lui permet de transporter un équipage qui peut atteindre sept passagers.

### Caractéristiques générales
Le CST-100 est un véhicule spatial destiné au transport d'équipage aux caractéristiques classiques. Il comprend un module de descente pressurisé dans lequel se tient l'équipage et un module de service dans lequel sont rassemblés tous les équipements qui ne sont pas nécessaires pour le retour sur Terre. Seul le module de descente revient sur Terre. Le module de descente reprend la forme conique du module Apollo avec un angle de cône identique mais avec un diamètre supérieur (4,56 mètres). Le CST-100 Starliner est optimisé pour l'emport d'un équipage de quatre astronautes mais il peut être aménagé pour véhiculer sept passagers. Il peut transporter à l'aller comme au retour jusqu'à 163 kilogrammes de fret ou d'expériences scientifiques qui sont stockés dans la partie pressurisée. Une fois lancé, le véhicule spatial dispose d'une autonomie de 48 heures mais est conçu pour rejoindre la Station spatiale internationale en 8 heures. Une fois amarré à la Station spatiale, il peut séjourner 210 jours dans l'espace. Le CST-100 Starliner est conçu pour être réutilisé 10 fois après remise en condition opérationnelle.

### Structure de la coque pressurisée
La coque pressurisée du module d'équipage est constituée de deux demi-coques réalisées à partir de pièces d'aluminium assemblées en utilisant le procédé de soudage par friction malaxage dont on a ensuite enlevé la matière excédentaire pour aboutir à la forme finale. Ce procédé employé de manière relativement courante dans le secteur spatial présente l'avantage par rapport à la soudure par fusion de réduire à la fois la masse et le temps de fabrication. Les aménagements intérieurs sont fixés avant de joindre les deux demi-coques.

### Aménagements intérieurs

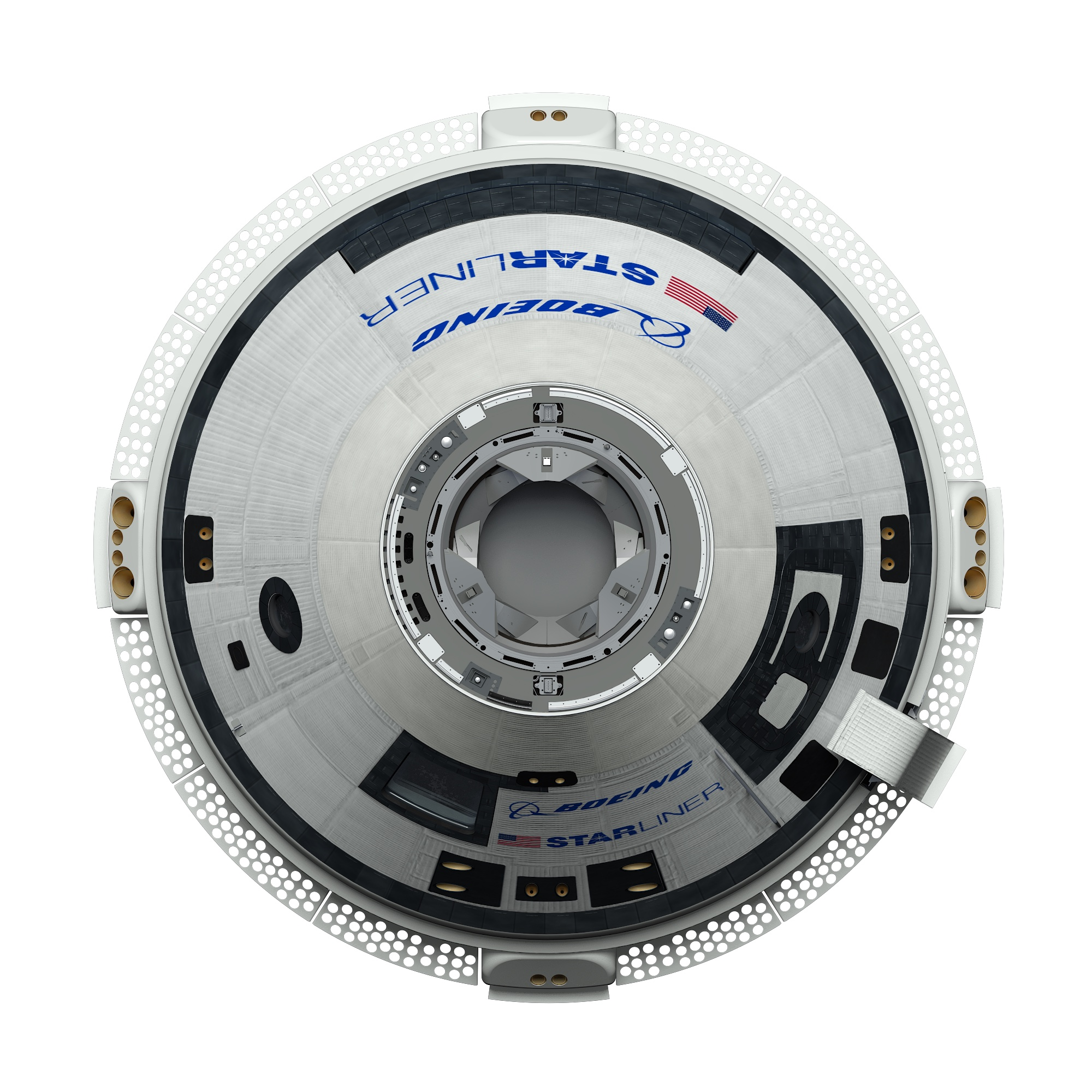
Cette vue d'artiste permet de bien distinguer les sorties des différents moteurs de contrôle d'attitude.

Le volume intérieur de la cabine est de 11 m3. La cabine peut accueillir un équipage de sept passagers mais il est utilisé en temps normal pour transporter quatre astronautes. La cabine pressurisée permet de transporter du fret avec l'équipage. Boeing utilise pour le tableau de bord et l'instrumentation des équipements déjà commercialisés. Le constructeur a essayé de développer un système très proche de celui mis en œuvre à bord du véhicule Orion pour réduire les coûts d'entraînement des astronautes lorsqu'ils passeront d'un véhicule à l'autre. Contrairement à Crew Dragon, le tableau de bord comprend de nombreux boutons pour réaliser des opérations critiques comme les ouvertures/fermetures de vannes mais ceux-ci constituent un système de secours, toutes les commandes pouvant être passées à l'aide d'écrans tactiles. Par ailleurs, le CST-100 Starliner est conçu pour fonctionner de manière complètement autonome.

### Propulsion
Le véhicule spatial CST-100 Starliner utilise trois types de moteurs-fusées qui brûlent tous des ergols hypergoliques : 
- 4 moteurs RS-88 d'une poussée unitaire de 178 kN fixés à l'arrière du module de service, leur tuyère faisant largement saillie. Leur seul rôle est de pallier une défaillance du lanceur en écartant le véhicule spatial de celui-ci et en lui faisant suivre une trajectoire ascendante. Durant cette phase d'accélération, chaque moteur brûle 317 kilogrammes d'ergols par seconde.
- 20 moteurs d'une poussée unitaire de 6,22 kN, également situés dans le module de service regroupés par 5, sous des capots faisant saillie sur le pourtour du module de service. Quatre d'entre eux agissent en roulis tandis les 16 autres impriment des mouvements de lacet et de tangage. Ces moteurs sont utilisés pour permettre au véhicule d'atteindre l'orbite visée après la séparation avec le lanceur. Ils sont également sollicités en cas de défaillance du lanceur conjointement avec les RS-88.
- 28 moteurs de contrôle d'attitude d'une poussée de 38 N répartis sur le module d'équipage et le module de service et qui sont utilisés pour de petites corrections d'orientation en particulier lors de l'amarrage avec la Station spatiale internationale.

Système de propulsion
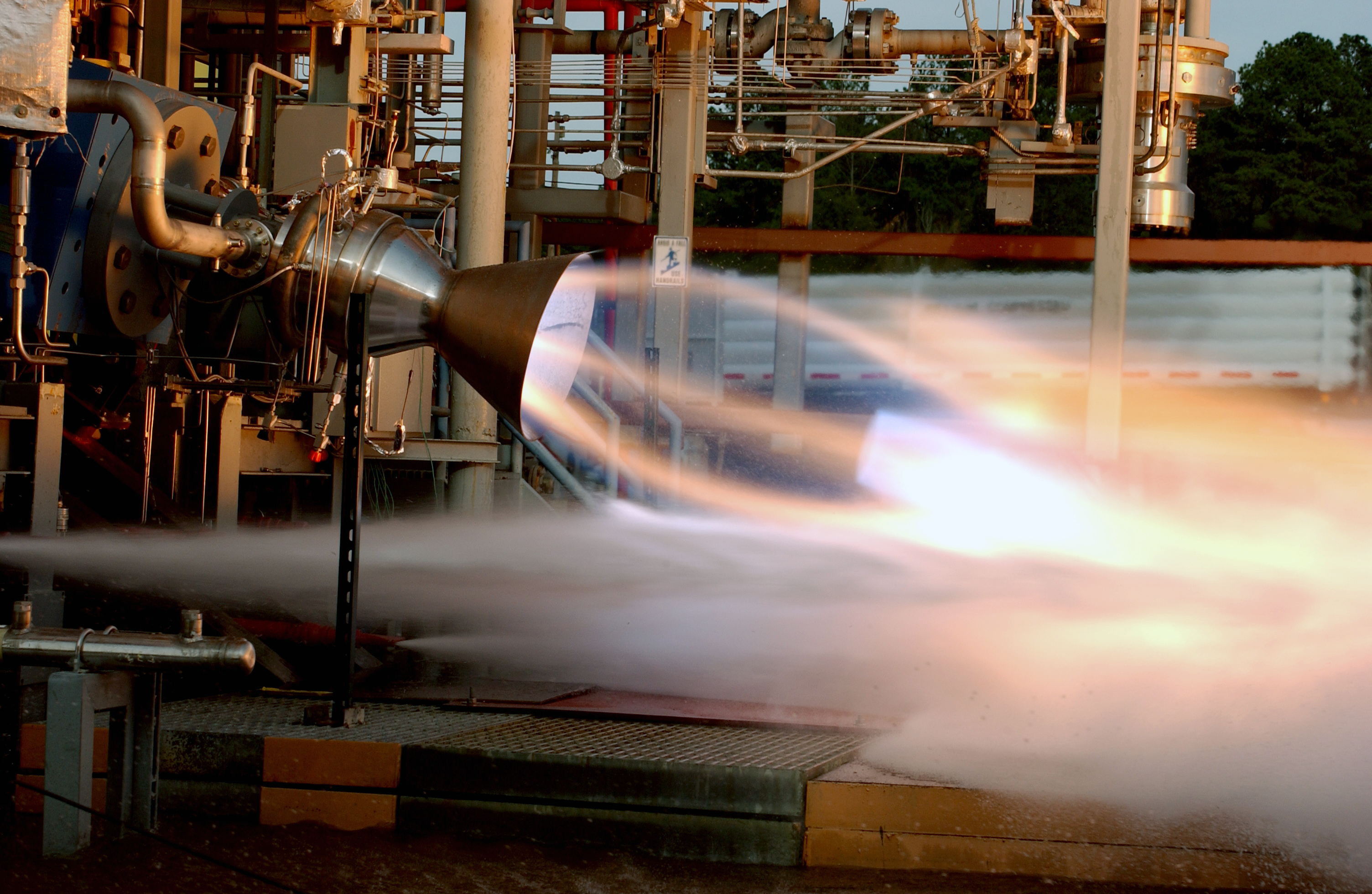
Le moteur-fusée RS-88 sur un banc d'essais en 2003.
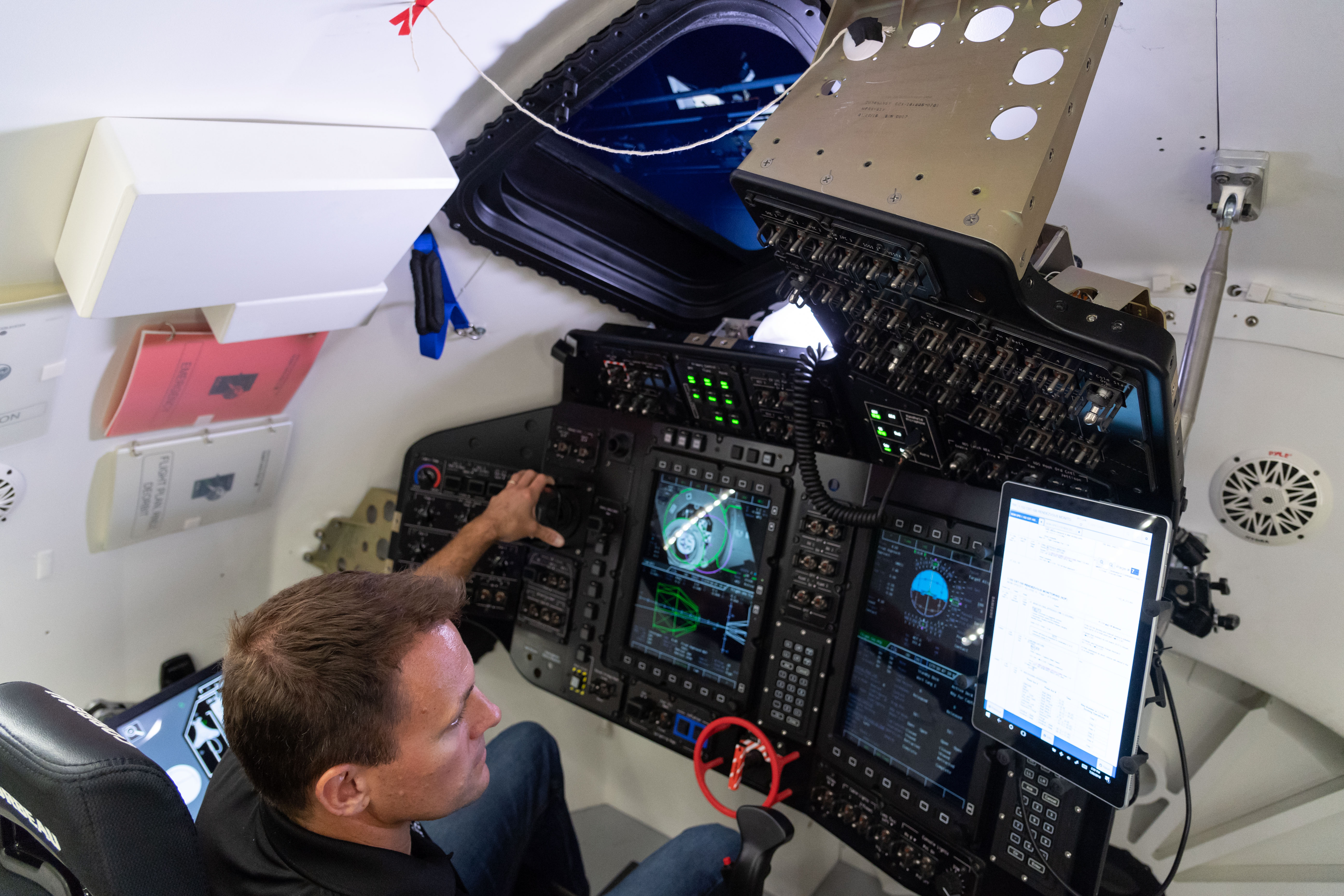
Les panneaux de commande du véhicule spatial utilisent les dernières technologies mises en œuvre dans l'aviation avec un mélange d'écrans d'affichage et de boutons (il s'agit ici d'une maquette utilisée pour l'entraînement).

### Énergie
L'énergie est produite par des panneaux solaires d'une puissance électrique de 2 900 watts qui recouvrent la face arrière du module de service.

### Système de sauvetage
La tour de sauvetage qui surmonte habituellement les véhicules transportant des équipages (Soyouz, Apollo, Orion) dans le but de préserver la vie de l'équipage en cas de défaillance du lanceur est remplacée sur le CST-100 Starliner par quatre moteurs-fusées RS-88 développés par Aerojet Rocketdyne intégrés dans le module de service. Cette composante du véhicule fait partie du module de service et n'est donc pas éjectée à haute altitude contrairement à une tour de sauvetage. Les ergols brûlés par ces moteurs sont stockés dans des réservoirs également situés dans le module de service alimentant également les propulseurs de contrôle d'attitude. Les RS-88 sont conçus pour fournir rapidement une poussée maximale. En cas de défaillance du lanceur au décollage ou durant son vol, ces moteurs fonctionnent durant 3,5 à 5 secondes en fournissant une poussée suffisante pour écarter le véhicule spatial du lanceur et permettre le déploiement des parachutes et un amerrissage en douceur dans l'océan. Ce dispositif fonctionne même si la défaillance a lieu au sol.

### Amarrage à la Station spatiale internationale

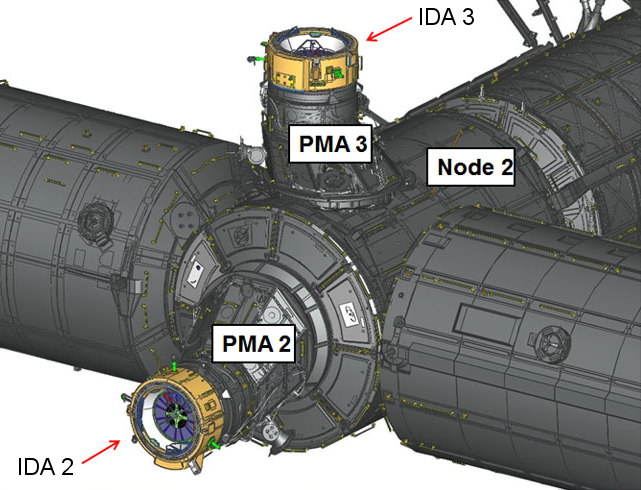
Les deux ports d'amarrage de la Station spatiale internationale (IDA-2 et IDA-3) au format NDS peuvent être utilisés par les véhicules spatiaux Crew Dragon et CST-100 Starliner.

Le CST-100 Starliner peut s'amarrer de manière autonome à la Station spatiale internationale. Le système d'amarrage est de type NASA Docking System (NDS) au lieu du système Common Berthing Mechanism (CBM) utilisé par les cargo spatiaux. Les deux véhicules Crew Dragon et CST-100 Starliner sont les premiers à utiliser ce système d'amarrage androgyne international mis au point par la NASA. Le diamètre interne de l'écoutille de forme circulaire est de 80 cm (contre un carré de 127 cm de côté pour le CBM) et il permet le transfert d'énergie, de données, de commandes, d'air, de communications et potentiellement d'ergols, d'eau, d'oxygène et de gaz pressurisant. Pour permettre aux véhicules spatiaux de s'amarrer, la Station spatiale internationale est équipée avec deux adaptateurs IDA (IDA-2 et IDA-3). Ceux-ci sont installés sur les ports d'amarrage des modules d'accouplement pressurisés (en anglais : Pressurized Mating Adapter, PMA), eux-mêmes fixés sur les ports avant et zénithal du module Harmony. Les modules d'accouplement étaient utilisés auparavant par la navette spatiale américaine qui disposait d'un système d'amarrage périphérique androgyne de type APAS-95. L'adaptateur IDA-2 est installé le 19 août 2016 durant une sortie extravéhiculaire de l'équipage de la Station spatiale internationale tandis que la mise en place de l'adaptateur IDA-3 est effectuée en août 2019.

Système d'amarrage
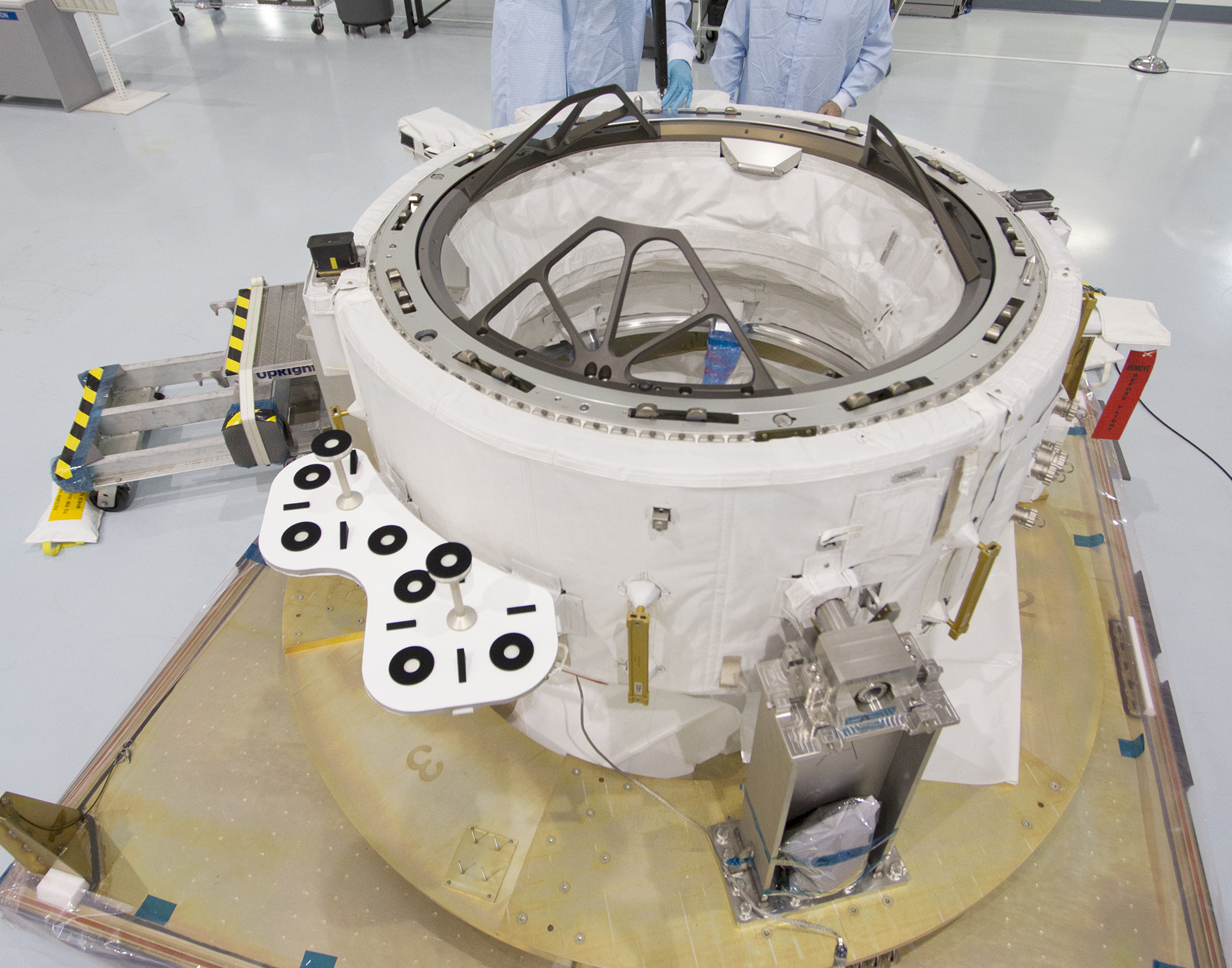
Un adaptateur d'amarrage IDA installé sur la Station spatiale internationale.
La démonstration au sol d'un amarrage avec le système NDS.

### Retour sur Terre et atterrissage

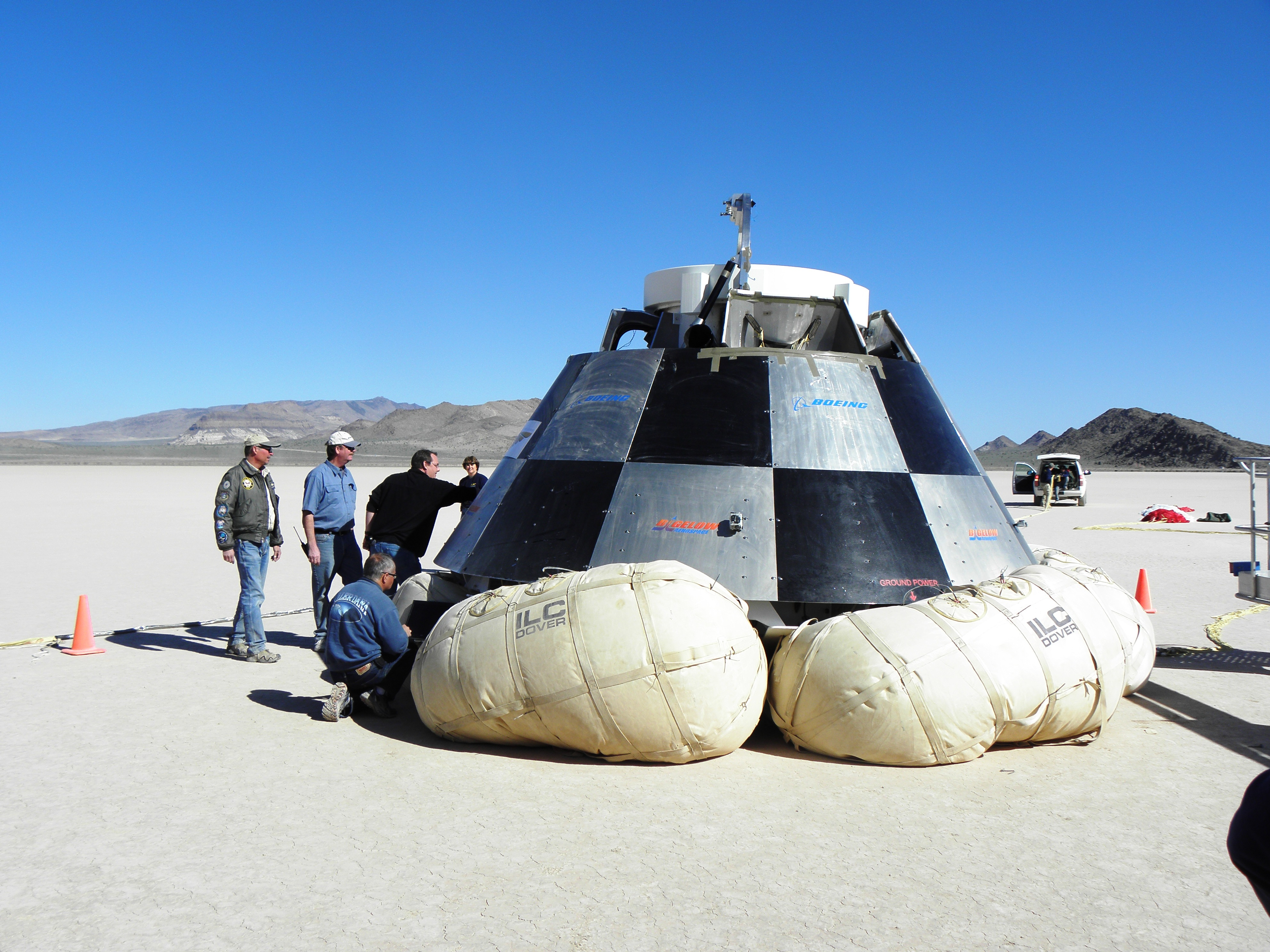
Une maquette du véhicule CST-100 après un test d'atterrissage en 2012. Des coussins gonflables sont utilisés pour réduire le choc subi par l'équipage au moment du contact avec le sol.

Le véhicule spatial revient sur Terre après avoir largué le module de service qui n'est donc pas récupéré. Le bouclier thermique qui doit protéger la capsule de la chaleur générée durant la rentrée atmosphérique par l'atmosphère est réalisé avec un revêtement ablatif de type Boeing Rigid Insulation-18 (BRI-18, matériau issu du Phenolic Impregnated Carbon Ablator ou PICA) sous forme de tuiles et de BLA (en anglais : Boeing Lightweight Ablator) développé par Boeing pour la protection latérale. Le CST-100 Starliner sera la première capsule spatiale américaine capable de se poser sur Terre. Cinq sites d'atterrissage sont prévus : le Polygone d'essais de missile de White Sands au Nouveau-Mexique (deux sites, sélectionné par défaut), Edwards Air Force Base en Californie, Willcox Playa en Arizona et Dugway Proving Ground en Utah. Le véhicule, durant sa descente, déploie d'abord un parachute pilote puis un parachute de freinage et enfin, à une altitude 3 650 mètres trois parachutes principaux qui sont extraits d'un compartiment qui fait le tour du système d'amarrage à la Station spatiale internationale. À une altitude de 1 500 mètres, le bouclier arrière est largué et six coussins gonflables logés sous celui-ci sont gonflés avec un mélange d'air et d'azote deux minutes avant l'atterrissage. Ces coussins gonflables sont fournis par ILC Dover et utilisent la même technologie que celle utilisée par les missions Mars Pathfinder et Mars Exploration Rover. Le véhicule atterrit en douceur grâce à ces coussins gonflables qui autorisent une vitesse d'arrivée verticale de 30 km/h et horizontale de 50 km/h. Le véhicule est également capable de se poser en mer.

### Combinaison spatiale
À l'intérieur du véhicule, l'équipage est équipé d'une combinaison spatiale étanche qui permet aux astronautes de faire face à une dépressurisation de la cabine. Cette combinaison mise au point pour ces vols a une masse de 9 kg, inférieure de 50 % à celle des versions utilisées jusque là. Le casque et la visière sont incorporées à la combinaison et non détachables comme de tradition. Les gants sont compatibles avec le recours à des écrans tactiles. La combinaison est étanche tout en étant poreuse à la vapeur d'eau générée par le corps. La combinaison arbore la couleur bleue traditionnelle de Boeing.

## Aire de lancement

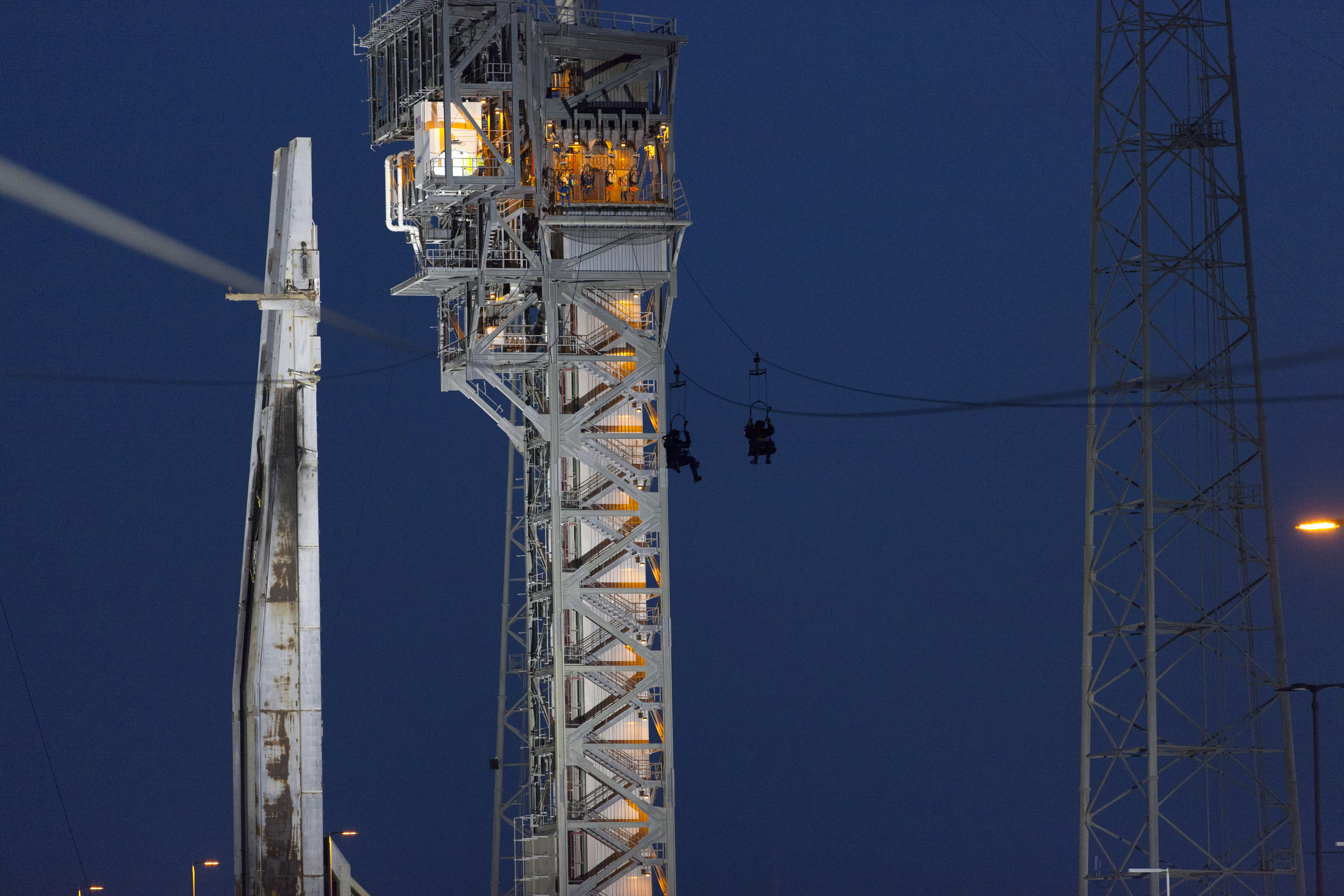
Une tour a été construite sur l'aire de lancement du complexe de lancement 41 de le base de lancement de Cap Canaveral pour permettre à l'équipage d'accéder au véhicule spatial CST-100 Starliner : ici des astronautes s'entraînent à une évacuation d'urgence.

Les lancements du véhicule spatial CST-100 Starliner sont effectués depuis l'aire de lancement du complexe de lancement 41 de la base de lancement de Cap Canaveral en Floride, déjà utilisée pour les tirs des lanceurs Atlas V de United Launch Alliance (ULA). Pour que l'équipage puisse accéder au véhicule spatial, une tour d'accès de 60 mètres de haut est édifiée. Celle-ci comporte un ascenseur, une passerelle d'accès au véhicule spatial, l'infrastructure nécessaire pour les communications et l'énergie. Un système d'évacuation d'urgence constitué de quatre câbles de tyrolienne permettant chacun de transporter cinq personnes sur des sièges suspendus peut être utilisé en cas de défaillance au sol du lanceur. Le système amène l'équipage à environ 400 mètres de l'aire de lancement.

## Lanceur
Le véhicule spatial CST-100 Starliner doit être placé en orbite par un lanceur Atlas V N22. Il s'agit d'une version à fiabilité renforcée du lanceur Atlas V compatible avec l'emport d'un équipage pour répondre au cahier des charges de la NASA, qui vise à réduire la probabilité de perte de l'équipage en dessous de 1/270. À cette fin, le lanceur est équipé d'un système EDS (en anglais : Emergency Detection System) qui doit détecter en temps réel durant le lancement les problèmes affectant les propulseurs ou le comportement du lanceur et déclencher l'éjection du véhicule spatial. Le lanceur se caractérise également par un étage supérieur Centaur à deux moteurs RL-10 alors que la plupart des autres versions n'en comportent qu'un seul. Le deuxième moteur permet d'augmenter le rapport poussée/poids dans l'intérêt d'adapter la trajectoire à un vol habité. Cette version dispose de deux propulseurs d'appoint. Les deux modèles, la 522 et la N22 n'ont jamais volé.
La compatibilité du véhicule avec les lanceurs Delta IV et Falcon 9 était également envisagée au départ mais n'a pas été maintenue durant les phases de développement.

## Liste des vaisseaux
En janvier 2020, Boeing prévoit d'avoir trois capsules Starliner en service pour répondre aux besoins du programme d'équipage commercial, chacune devant pouvoir être réutilisée jusqu'à dix fois avec un délai de remise à neuf de six mois,. Le 25 août 2020, Boeing annonce qu'il alternera entre seulement deux capsules au lieu de trois pour toutes les missions Starliner prévues.
| Numéro de série | Nom          | Type      | Statut | Missions                   | Remarques | Photo                         |
| --------------- | ------------ | --------- | ------ | -------------------------- | --- | ----------------------------- |
| S1              | Aucun        | Prototype | Retiré | Boeing Pad Abort Test (en) | Prototype utilisé uniquement pour le Pad abort test,. | Spacecraft 1                  |
| S2 (en)         | TBA          | Crew      | Actif  | OFT 2                      | | Boeing Starliner Spacecraft 2 |
| S3 (en)         | Calypso (en) | Crew      | Actif  | OFT CFT                    | - Nommé d'après le navire Calypso de Jacques Cousteau. - Premier Starliner à atteindre l'orbite (OFT),. - Premier Starliner à emporter un équipage dans l'espace (CFT). | Boeing Starliner Calypso      |

## Historique des vols
| Vol n° | Mission               | Vaisseau   | Décollage        | Retour           | Équipage                                             | Objectif                                   | Résultat      |
| ------ | --------------------- | ---------- | ---------------- | ---------------- | ---------------------------------------------------- | ------------------------------------------ | ------------- |
| -      | Pad Abort Test        | S1         | 4 novembre 2019  | 4 novembre 2019  | Sans équipage                                        | Qualification du système d'éjection en vol | Succès        |
| 1      | Orbital Flight Test   | S3 Calypso | 20 décembre 2019 | 22 décembre 2019 | Sans équipage                                        | Vol de qualification sans équipage         | Échec partiel |
| 2      | Orbital Flight Test 2 | S2         | 19 mai 2022      | 26 mai 2022      | Sans équipage                                        | Vol de qualification sans équipage         | Succès        |
| 3      | Crew Flight Test      | S3 Calypso | 5 juin 2024      | 7 septembre 2024 | Barry Wilmore Sunita Williams                        | Vol de qualification avec équipage         | Échec partiel |
| 4      | Starliner-1           | S2         | Août 2025        |                  | Scott Tingle Michael Fincke Joshua Kutryk Kimiya Yui | Relève de l'équipage de l'ISS              | Prévu         |

### Vols de qualification
La phase de qualification du véhicule comprend un vol sans équipage, un test du système d'éjection du véhicule et enfin un vol avec un équipage réduit. À la suite de la découverte d'une fuite dans le circuit d'alimentation du système de propulsion au cours de l'été 2018, Boeing a dû repousser les premiers essais à 2019.

#### Essai du système de sauvetage

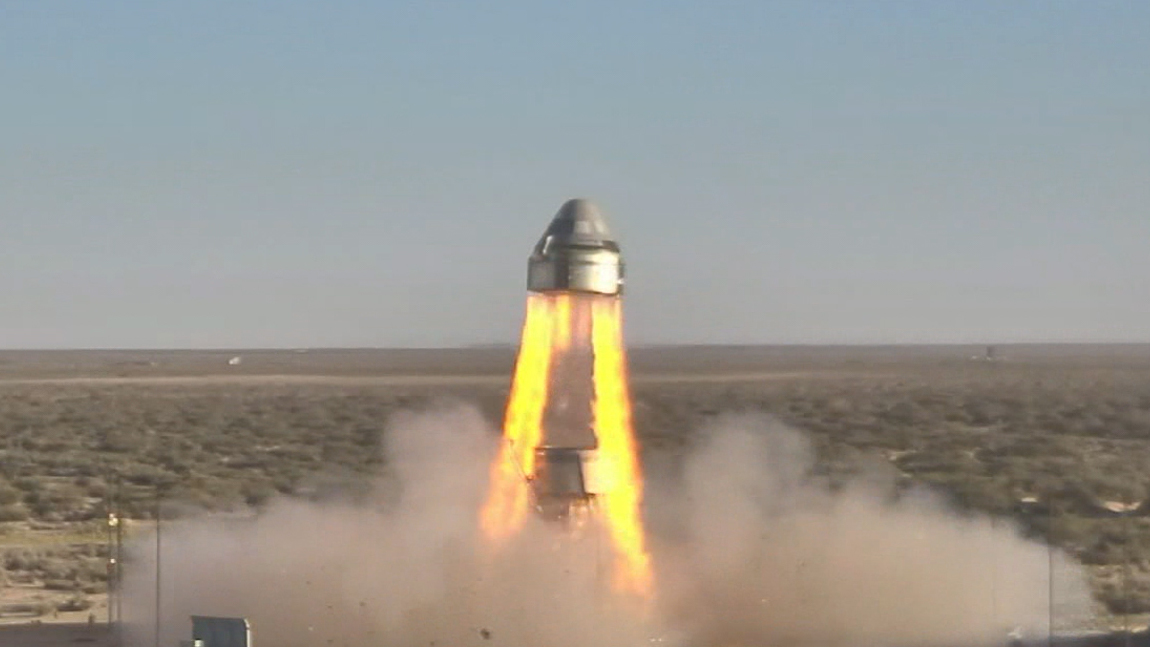
Un essai du système de sauvetage (4 novembre 2019).

Le système de sauvetage est testé avant le premier vol de qualification dans la configuration la plus difficile, c'est-à-dire alors que le lanceur n'a pas décollé. Dans ce type d'essai, dit 0-0 (altitude nulle, vitesse nulle), le système de sauvetage doit faire monter le véhicule suffisamment haut pour que ses parachutes puissent se déployer et qu'il se pose à une distance suffisante de l'aire de lancement. Le test est effectué le 4 novembre 2019 sur le Polygone d'essais de missile de White Sands. Au cours de l'essai, seuls deux des trois parachutes installés se déploient. L'essai est néanmoins considéré comme un succès ; il prouve par ailleurs que le véhicule peut effectuer un atterrissage en douceur avec seulement deux parachutes, comme prévu. La source de la défaillance du troisième parachute est découverte par la suite à l'aide de photos réalisés avant le vol et de constats effectués sur le véhicule après l'essai (assemblage de la liaison entre le parachute-pilote et le parachute principal). Des vérifications sont effectués sur les autres véhicules de ce type (dont celui destiné au vol du 20 décembre 2019) afin de s'assurer de l'absence d'erreur d'assemblage.

#### Vols de qualification sans équipage
Le vol sans équipage Boe-OFT (en anglais : Boeing-Orbital Flight Test) constitue le premier vol du véhicule CST-100 Starliner ; il doit également inaugurer les nouvelles installations du complexe de lancement 41 de la base de lancement de Cap Canaveral et l'utilisation du lanceur Atlas V dans sa version N22. La mission a pour objectif de valider le fonctionnement de l'avionique du système d'amarrage, des communications et des télémesures, des systèmes de contrôle de l'environnement, des panneaux solaires et du système de propulsion. Il doit également permettre de vérifier les performances du système de guidage du lanceur Atlas V et du véhicule durant le lancement, le séjour en orbite et la rentrée atmosphérique. Le niveau acoustique et de vibrations ainsi que les accélérations subies sont déterminées dans toutes les phases de vol. Le véhicule doit s'amarrer à la Station spatiale internationale avant de revenir sur Terre.
Le lanceur Atlas V décolle le 20 décembre 2019 et place le véhicule sur la trajectoire suborbitale prévue, mais la manœuvre de mise en orbite, qui doit être effectuée à l'aide des moteurs du CST-100, échoue à la suite d'une erreur du logiciel embarqué. Lorsque le véhicule réussit enfin sa manœuvre, il a consommé 25 % d'ergols supplémentaires. Son constructeur Boeing renonce au rendez-vous avec la Station spatiale internationale et décide de faire atterrir le véhicule 48 heures après le décollage, le 22 décembre 2019 à 13 h 58 UTC, au lieu des 8 jours prévus,.
À la suite de l'échec partiel de OFT-1, Boeing décide d'effectuer un deuxième vol sans équipage, Boe-OFT 2. La NASA a établi une liste de 80 modifications avant la poursuite du programme. L'objectif de la prochaine mission est, comme pour le premier vol, de s'amarrer à la Station Spatiale Internationale avant de revenir sur Terre.
Le vol OFT 2 est lancé le 19 mai 2022 depuis la Base de lancement de Cap Canaveral. La mission s'est déroulée telle que prévue, hormis un dysfonctionnement provenant de deux des propulseurs de Starliner lors de la manœuvre d'insertion orbitale, ce qui n'eut cependant pas d'impact sur le bon déroulement du vol. Un peu plus de 24 heures après le lancement, la capsule s'est amarrée à l'ISS et y est restée six jours. Au terme de la mission, le vaisseau a effectué son désamarrage puis a atterri quatre heures plus tard, sur le site de White Sands au Nouveau-Mexique le 25 mai.

Préparation du vol sans équipage du 20 décembre 2019
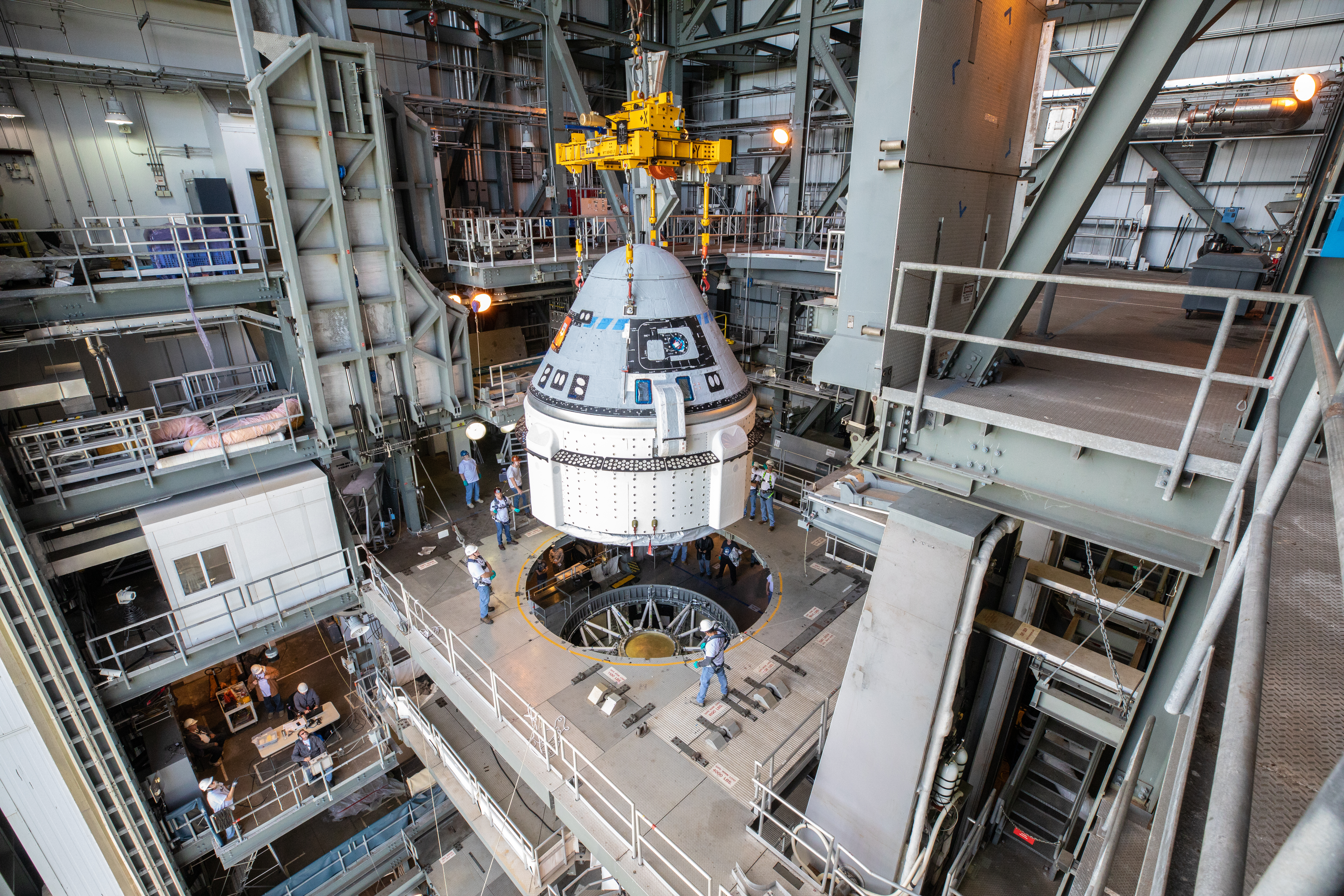
L'installation du véhicule au sommet de son lanceur Atlas V pour le vol de qualification sans équipage.
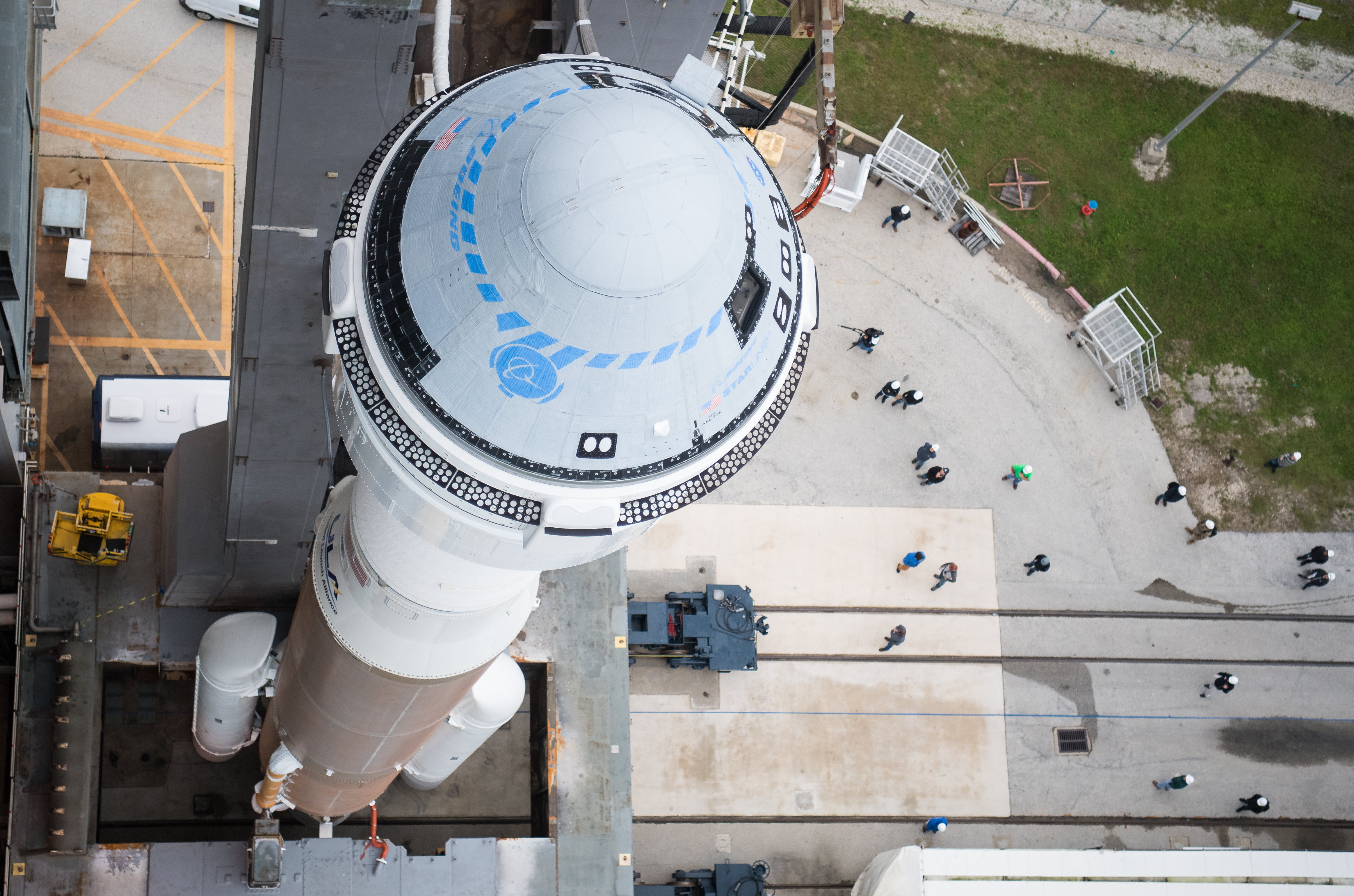
Une vue plongeante du véhicule CST-100 fixé au sommet de son lanceur Atlas V.

#### Vol de qualification avec équipage

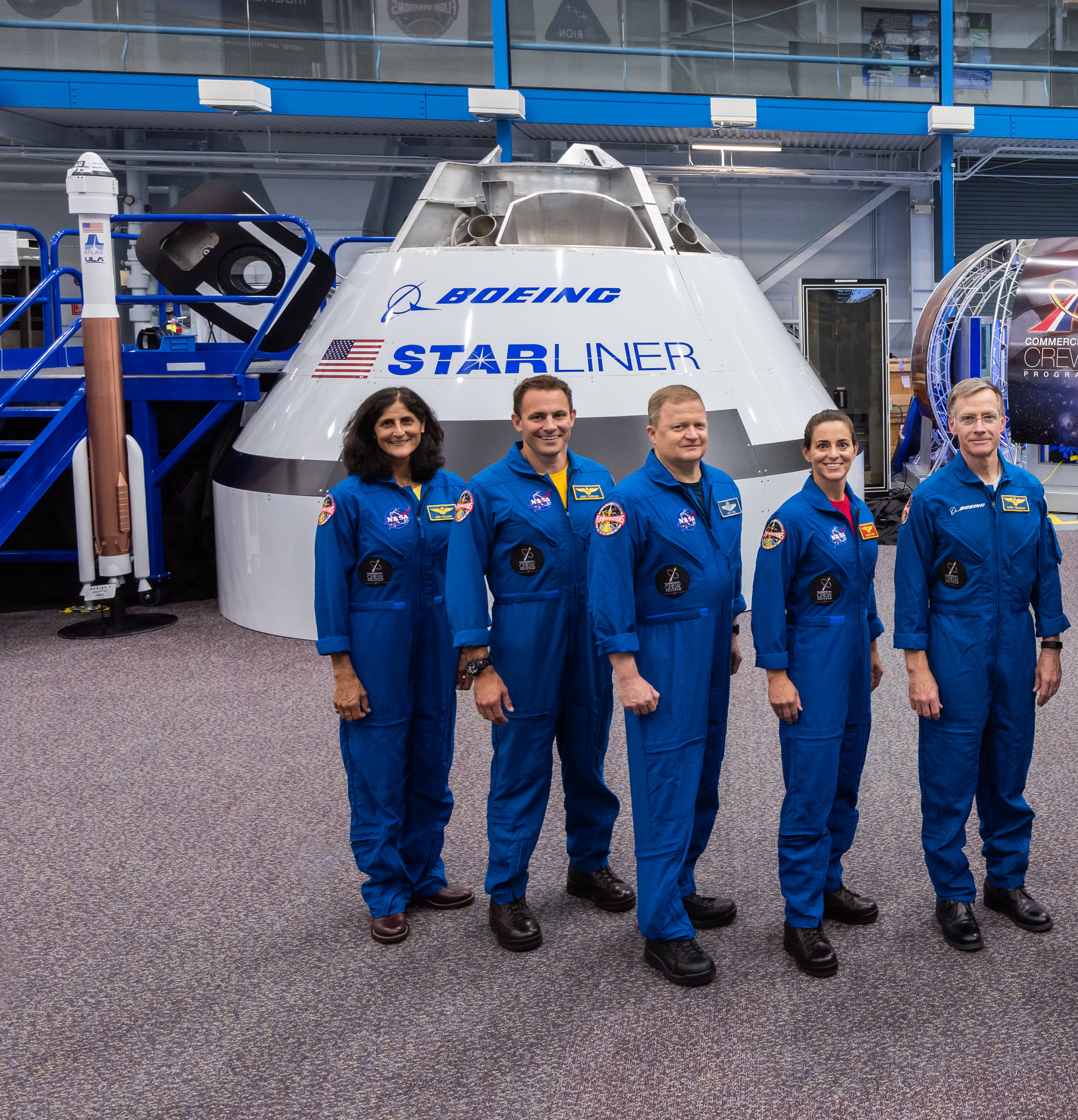
Les cinq astronautes américains sélectionnés en août 2018 pour les premiers vols à bord du CST-100.
De gauche à droite : Sunita Williams, Josh Cassada, Eric Boe, Nicole Mann et Christopher Ferguson.

Le dernier vol de qualification est effectué avec un équipage.
Une fois en orbite, l'équipage doit vérifier entre autres le système de contrôle de l'environnement, le fonctionnement des systèmes d'affichage et les systèmes de contrôle manuel. Après une journée consacrée à ces essais, l'équipage doit effectuer des manœuvres de rendez-vous et s'amarrer à la Station spatiale internationale. Le véhicule effectue ces manœuvres de manière autonome, mais l'équipage contrôle leur déroulement. Une fois amarré, l'équipage doit séjourner de deux semaines à six mois en fonction de la rotation des équipages. Il doit s'assurer que le véhicule peut fonctionner après un séjour de 210 jours dans l'espace. À la fin de la mission, le véhicule doit effectuer de manière autonome les manœuvres de largage puis de rentrée dans l'atmosphère avant de se poser sur le sol des États-Unis. Une équipe du constructeur Boeing doit récupérer le véhicule et l'équipage et les ramener à Houston.
Initialement prévu pour 2017, le lancement est plusieurs fois reporté à la suite des retards pris au cours du développement de la capsule, puis des retards liés aux échecs partiels des premiers vols de qualifications sans équipage, puis enfin de la découverte de problèmes techniques sur le vaisseau, notamment touchant les lignes reliant les parachutes à la capsule, jugées insuffisamment robustes pour supporter le poids de la capsule en cas de défaillance d'un parachute sur les trois et concernant la présence de ruban adhésif électrique jugé inflammable sur une grande partie du câblage du vaisseau, nécessitant cette fois, à l'été 2023, un report à une date indéterminée, ensuite estimée pour le printemps 2024. Tous ces problèmes cumulés font perdre 1,1 milliard de dollars à Boeing, le contrat étant à prix fixe : les dépassements de coût sont à la charge de Boeing.
En août 2018, les astronautes désignés pour ce vol, baptisé Boe-CFT (en anglais : Boeing-Crew Flight Test), sont Christopher Ferguson (commandant de bord), Eric Boe (pilote) et Nicole Mann (spécialiste de mission). Ancien astronaute de la NASA, Ferguson intervient cette fois en tant que membre de la société Boeing, constructeur du vaisseau.
Mais cet équipage est par la suite remanié à plusieurs reprises :
- le 22 janvier 2019, pour des raisons médicales, Boe, déclaré inapte par les médecins[56], est remplacé par Michael Fincke et lui-même remplace Fincke en tant qu'assistant du directeur des équipages commerciaux au bureau des astronautes du Johnson Space Center de la NASA.
- en octobre 2020, pour des raisons cette fois familiales, Ferguson laisse sa place à Barry Wilmore.
- en octobre 2021, Mann est affectée à SpaceX Crew-5 avec Cassada, autre astronaute sélectionné en août 2018 pour les premiers vols du Starliner.
- le 18 avril 2022, la NASA annonce qu'elle n'a pas décidé lesquels des membres du groupe d'astronautes Starliner, Barry Wilmore, Michael Fincke et Sunita Williams, seront affectés à la mission CFT ou à la suivante, Boeing Starliner-1, la première mission opérationnelle du vaisseau[57].
- En juin 2022, la NASA affecte Barry Wilmore, commandant, Sunita Williams, pilote, et Michael Fincke pilote de sauvegarde[58].

Hormis Cassada et Mann, qui auraient dû effectuer leur première mission dans l'espace à l'occasion des premiers vols du Starliner, tous les autres astronautes, Boe, Ferguson, Fincke, Williams et Wilmore sont des vétérans.
Le lancement de ce premier vol avec équipage a lieu le 5 juin 2024. Cependant, des doutes concernant la fiabilité du Starliner conduisent la NASA à différer le retour de l'équipage, puis à le programmer sur un autre vaisseau, SpaceX Crew-9.
Le vaisseau se désamarre (sans équipage) de la station et atterrit avec succès au White Sands Test Facility le 7 septembre 2024.

### Utilisation opérationnelle
Une fois les vols de qualification achevés, les vols opérationnels, qui assurent la relève des équipages de la Station spatiale internationale, doivent démarrer. Un contrat pour 12 vols est passé par la NASA en 2017 dont 6 doivent être effectués par le véhicule CST-100 Starliner entre 2020 et 2024, sans cesse reportés par les retards de mise en service de la capsule. Chaque vol transporte un équipage pouvant comprendre jusqu'à 4 personnes.